# Leptobamona pertenuis
Leptobamona pertenuis är en skalbaggsart som först beskrevs av Thomas Casey 1893.  Leptobamona pertenuis ingår i släktet Leptobamona och familjen kortvingar. Inga underarter finns listade i Catalogue of Life.